# كريل كنيازيو
كريل كنيازيو (بالروسية: Кирилл Князев)‏ مواليد 9 مارس 1990 في روسيا البيضاء، هو لاعب كرة يد بيلاروسي يلعب كظهير أيمن. مثل منتخب بيلاروسيا لكرة اليد.

## سجل المنافسة
شارك في البطولات التالية:
- بطولة العالم لكرة اليد للرجال 2015